# NGC 33
NGC 33 este o stea dublă (de tipurile F6 și F4) situată în constelația Pisces. Acetsa a fost înregistrată în 9 septembrie 1864 de către Albert Marth.